# 加布里埃拉·多里奥
加布里埃拉·多里奥（義大利語：Gabriella Dorio，1957年6月27日—），意大利女子田径运动员，主攻中跑。她曾代表意大利参加1976年、1980年和1984年夏季奥林匹克运动会田径比赛，获得一枚金牌。